# GOLIFK Leningrad
GOsudarstvenny Lenjingradski Institut Fizičeskoj Kultury (Russisch: Государственны Ленинградски Институт Физической Культуры) was een universiteitsbasketbalclub die zijn thuiswedstrijden speelde in Leningrad, Sovjet-Unie. Ze speelde voor de Lesgaft Nationale Staats Universiteit van Lichamelijke Opvoeding, Sport en Gezondheid.

## Geschiedenis
In 1936 werd GOLIFK de winnaar van het Leningrad- winterkampioenschap. Er deden de volgende teams mee aan het winterkampioenschap: GOLIFK Leningrad, Spartak Leningrad, Dinamo Leningrad, Krasnaja Zarja Leningrad, Stalin-fabriek vernoemd naar Stalin (ZiS), Leningrad Industrieel Instituut (LII), Krasnyy treoegolnik Leningrad (Rode Driehoek), Staats Handels Unie en Samenwerking.
Een jaar later nam GOLIFK, net als vijf andere Leningrad-teams, deel aan het eerste USSR-basketbalkampioenschap onder clubteams (voorheen werd het kampioenschap gespeeld tussen steden). In het kampioenschap van 1938 werd GOLIFK derde achter kampioen Boerevestnik Leningrad en nummer twee Lokomotiv Moskou. In het seizoen 1939 behaalde het team de tweede plaats, achter kampioen Lokomotiv Moskou en voor Lokomotiv Tbilisi.
GOLIFK moest deelnemen aan het kampioenschap in 1940, maar op het laatste moment werd het team vervangen door Spartak Leningrad. Na de oorlog nam het team niet meer deel aan de USSR-kampioenschappen en ging verder op universiteit niveau.

## Erelijst
- Landskampioen Sovjet-Unie: 
  - Tweede: 1939
  - Derde: 1938

## Bekende (oud)-spelers
- - Pavel Baranov
- - Viktor Razzjivin
- - Kazys Petkevičius